# San Simón (södra Guadalupe y Calvo kommun)
San Simón är en ort i Mexiko.   Den ligger i kommunen Guadalupe y Calvo och delstaten Chihuahua, i den nordvästra delen av landet, 1 100 km nordväst om huvudstaden Mexico City. San Simón ligger 1 224 meter över havet och antalet invånare är 115.
Terrängen runt San Simón är kuperad åt nordväst, men åt sydost är den bergig. Runt San Simón är det mycket glesbefolkat, med 6 invånare per kvadratkilometer. Närmaste större samhälle är Guadalupe y Calvo, 17,3 km öster om San Simón. I omgivningarna runt San Simón växer i huvudsak blandskog.